# Xenylla longispina
Xenylla longispina is een springstaartensoort uit de familie van de Hypogastruridae. De wetenschappelijke naam van de soort is voor het eerst geldig gepubliceerd in 1891 door Uzel.